# Blauwe bosbes
Blauwe bosbes (Vaccinium myrtillus) is een soort uit de heidefamilie (Ericaceae). Blauwe bosbes is in Europa nauw verwant met rode bosbes (Vaccinium vitis-idaea), waarmee hybriden (Vaccinium ×intermedium) gevormd kunnen worden, en in Noord-Amerika met Vaccinium membranaceum en Vaccinium parviflorum.
Blauwe bosbes wordt regelmatig verward met de blauwe bes (Vaccinium corymbosum). De verwarring is waarschijnlijk ontstaan vanwege de Engelse naam voor blauwe bosbes (blueberry). Ze zijn echter vrij eenvoudig uit elkaar te houden aangezien blauwe bosbes donkerrood sap bevat, terwijl blauwe bes kleurloos sap bevat. Tevens groeien blauwe bessen in trosjes. Blauwe bosbes wordt niet commercieel verbouwd, vanwege een moeilijke vermeerdering en een relatief lage opbrengst. Voor commerciële doeleinden wordt de soort nog in het wild verzameld. Blauwe bes wordt in tegenstelling op grote schaal commercieel geteeld.

## Determinatie

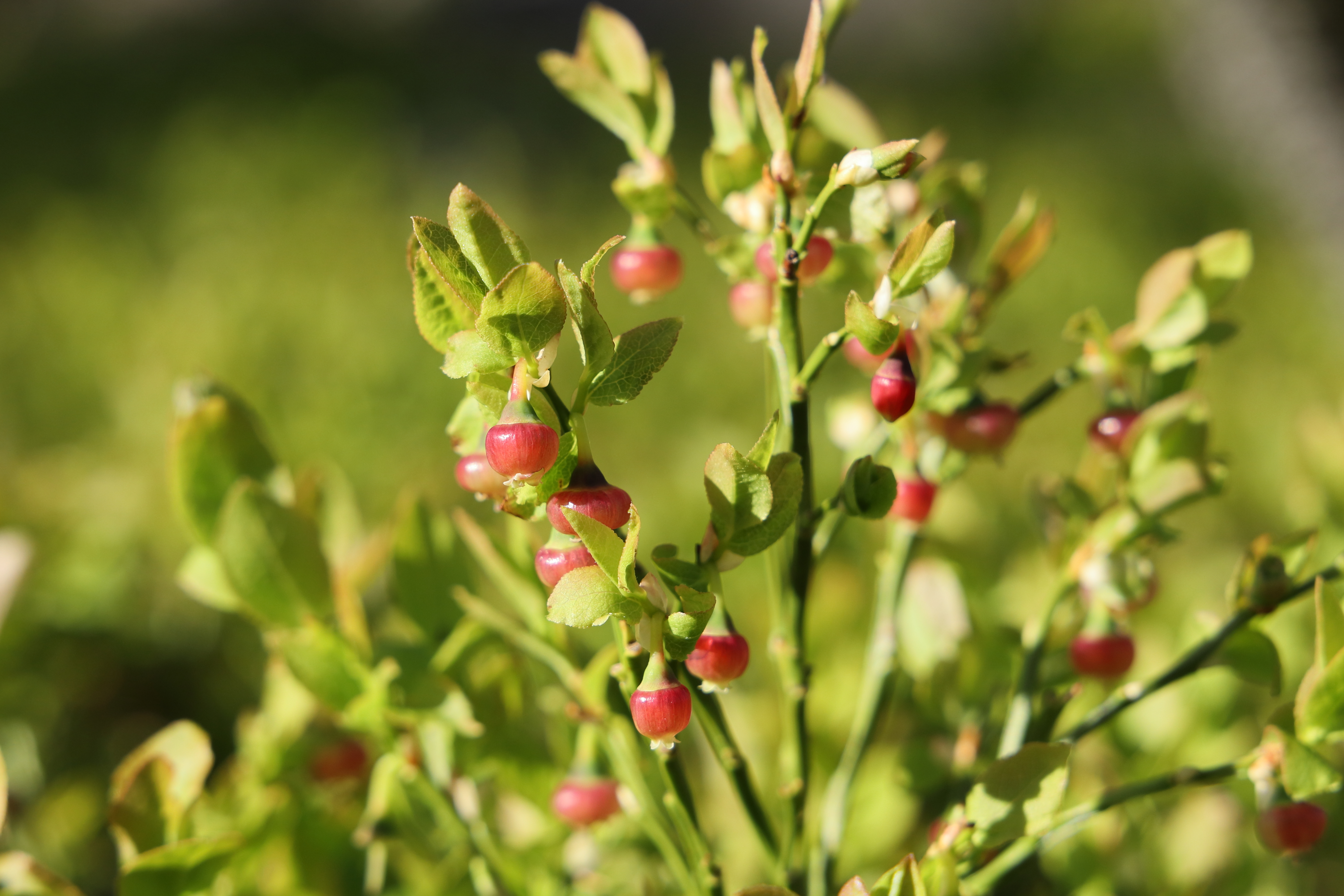
Close-up van een bloeiend exemplaar.

Blauwe bosbes is een dwergstruik met een hoogte van 15–60 cm (soms zelfs net iets hoger). Het is een vaste plant. De stengels ontspringen uit een wijdverspreid wortelstelsel met een wortelstok. De twijgen zijn scherpkantig en groen.
De bladeren zijn aan weerszijden lichtgroen van kleur, 1–3 cm lang, eirond tot elliptisch met een gekarteld-getande bladrand. Het blad valt af in de late herfst. Hierbij worden ze eerst geelbruin; maar op sommige plaatsen kunnen ze oranje of rood kleuren (afhankelijk van de voedingsstoffen in de grond).
Tijdens de bloei vormt de soort kruikvormige bloemen die in het begin bleek(roze) van kleur zijn en later rozerood, soms met een groene waas. De bloemen zijn met hun open einde naar beneden gericht. De bloeitijd duurt van april tot juni, met soms een tweede bloei in de herfst.

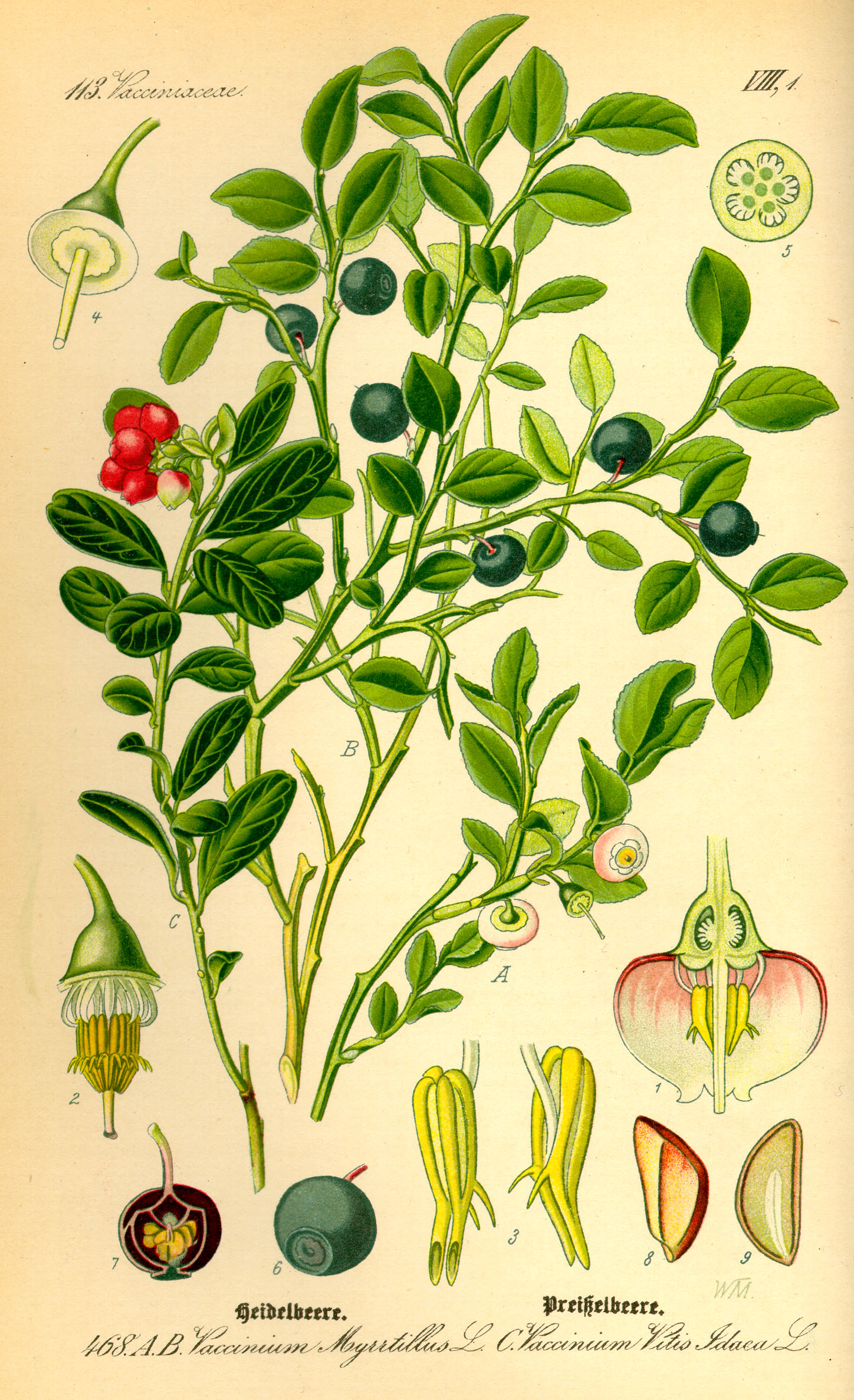
Blauwe bosbes

Kort na het uitbloeien van de roze, bolronde bloemen ontstaan er op stengels, ouder dan 3 jaar, zwartblauwe bessen, bedekt met een waas. Elke bes kan tot veertig zaden bevatten. Het sap is purperkleurig.
Voortplanting gebeurt meestal vegetatief met nieuwe scheuten uit de wortelstok. Op deze wijze kan een plant wel 25 jaar bestaan, hoewel na 15 jaar er geen nieuwe scheuten meer gevormd worden. Bij het naderen van de herfst worden de voedingsstoffen uit de bladeren overgebracht naar de wortelstok, zodat er, in de volgende lente, weer een krachtige plant kan ontstaan.

## Ecologie
Blauwe bosbes groeit op zure, oligotrofe tot meso-oligotrofe, matig droge tot matig vochtige substraten met een dikke laag mor. Ze komt vooral voor in open, oude loof- en naaldbossen alsmede oude dwergstruwelen.

### Biotische interacties
Blauwe bosbes heeft een mycorrhizale mutualistische symbiose met schimmels. Deze leveren nutriënten uit de bodem, terwijl de plant hen suikers en koolhydraten bezorgt. Dit gebeurt via het mycorrhiza: talrijke schimmeldraden (hyfen) die verbonden zijn met de wortels.
De bestuiving gebeurt meestal door hommels, maar ook door andere insecten zoals wespen. Bovendien is de soort in staat om zichzelf te bestuiven. Verder is blauwe bosbes waardplant van een hoog aantal vlindersoorten.

### Syntaxonomie
Blauwe bosbes staat niet boek als kensoort voor een bepaald syntaxon. Wel neemt zij als begeleidende soort in bosformaties een belangrijke syntaxonomische positie in binnen het bosbessen-dennenbos (Vaccinio-Pinetum) en het berken-eikenbos (Betulo-Quercetum). In dwergstruwelen is ze in hoge mate diagnostisch voor de associatie van struikhei en bosbes (Vaccinio-Callunetum).

## Verspreiding
Het verspreidingsgebied van blauwe bosbes strekt zich ruwweg uit over de gematigde en subarctische gebieden van het noordelijk halfrond. In Nederland is de soort algemeen op de hogere zandgronden.

## Gebruik
Blauwe bosbes wordt al lange tijd gebruikt in de traditionele Europese geneeskunde. Zowel het blad als de vrucht zou onder meer positieve effecten hebben bij ziektes van het maag-darmkanaal en bij diabetes. Er is echter weinig wetenschappelijk bewijs voor deze beweringen. Ook de hoge concentratie van anthocyanines maakt de vrucht interessant; deze stof dient met name als kleurstof van voedingsmiddelen.
De bessen van de soort zijn eetbaar. Ze worden vaak vers gegeten, vooral vanwege het hoge gehalte vitamine C. Verder worden de bessen gebruikt in jam, sauzen en gebak, zoals bosbessentaart.

### Handel
Het Belgische plaatsje Vielsalm noemt zich La capitale des myrtilles vanwege de grote aanwezigheid van bosbessen in de bosrijke omgeving, en vanwege de bosbessenfeesten.
Vanuit Groesbeek bij Nijmegen exporteerde men al aan het begin van de twintigste eeuw bosbessen op grote schaal naar onder andere Engeland. Ze waren gewild vanwege de smaak en het hoge vitamine C gehalte. In 1914 gingen zo 72.000 mandjes met ongeveer drie kilo van een enkele handelaar op transport. De plaatselijke bevolking, waaronder veel kinderen, plukte tot in de jaren 1960 op grote schaal voor wat extra inkomen. Groesbekers maken ook 'wasberrekoek' een soort pannenkoek gevuld met de bes. Door de veranderde samenstelling van het bos, minder dennen- en meer loofbos, zijn er honderd jaar later plaatselijk veel minder bosbesstruiken dan vroeger.
... · 
V. corymbosum (blauwe bes) · 
V. macrocarpon (cranberry) · 
V. myrtillus (blauwe bosbes) · 
V. oxycoccus (kleine veenbes) · 
V. uliginosum (rijsbes) · 
V. vitis-idaea (rode bosbes) · 
...